# Крюково (Рузский городской округ)
Крюково — деревня в Рузском районе Московской области, входящая в сельское поселение Колюбакинское. Население — 59 чел. (2010). До 2006 года Крюково входило в состав Краснооктябрьского сельского округа
Деревня расположена на северо-востоке района, примерно в 9 километрах к северо-востоку от пгт Тучково, на обоих берегах реки Поноши (приток Москва-реки), высота центра над уровнем моря 174 м. Ближайшие населённые пункты — Бережки, посёлки детского городка «Дружба» и дома отдыха «Тучково» ВЦСПС — в 1,1 км на восток-юго-восток и Алтыново в 1,5 км на северо-восток. Через Крюково проходит автодорога 46К-1152 Звенигород — Колюбакино — Нестерово.

## Население
| 2002 | 2006 | 2010 |
| ---- | ---- | ---- |
| 53   | ↘46  | ↗59  |